# Ben Bernie
Ben Bernie (né le 30 mai 1891 à Bayonne dans le New Jersey - 23 octobre 1943), né Bernard Anzelevitz, est un violoniste de jazz américain et une célébrité de la radio, souvent nommé The Old Maestro (Le Vieux Maestro).

## Biographie
À l'âge de 15 ans, il apprend le violon, mais son intérêt n'est alors que minime. Il retourne pourtant vers la musique en faisant du Vaudeville, apparaissant avec Phil Baker dans Baker et Bernie, mais il ne rencontre que peu de succès jusqu'en 1922, quand il rejoint son premier orchestre.

Il fait un temps partie d'une tournée de Maurice Chevalier.
Plus tard, il crée son propre groupe, nommé The Lads.
Il meurt le 23 octobre 1943 à l'âge de 52 ans, d'une embolie pulmonaire.